# エルベール1世 (ヴェルマンドワ伯)
エルベール1世（フランス語：Herbert Ier de Vermandois, 848/50年 - 907年）は、ヴェルマンドワ伯、モー伯、ソワソン伯およびサン＝カンタンの在俗修道院長。カロリング家の庶流の一員で、フランク王国において重要な役割を果たした。

## 生涯
エルベール1世はヴェルマンドワ伯ピピンの息子で、カール大帝の息子イタリア王ピピンの曽孫にあたる。母親はニーベルング家の出身と考えられている。エルベールの前半生については不明である。エルベールは889年以前にソワソン伯となり、ヴァイキングの侵入に対しオワーズ川周辺を守る役割を果たしたとみられる。同時代の記述によれば、エルベールはカロリング家の一員でありカール大帝の玄孫としての利益を享受していたという。エルベールはサン＝カンタンおよびペロンヌを支配し、ソンム川上流域におけるエルベールの行動、例えば896年にフランドル伯ボードゥアン2世の弟ラウルを捕らえ殺害したことなどは、907年にボードゥアン2世がエルベールを殺害する要因となったと考えられる。
エルベールはロベール家のロベールと同盟を結ぶため、娘ベアトリスをロベールの2度目の妻とした。また、息子エルベール2世とロベールの娘アデールを結婚させた。もう一人の娘キュネゴンドはコンラディン家のヴェッテラウ伯ウードと結婚した。

## 子女
ベルト・ド・モーヴォワとの間に以下の子女をもうけたとみられる。
- ベアトリス（880年頃 - 931年3月26日以降） - 890年頃、後の西フランク王ロベールと結婚、ユーグ大公の母。
- エルベール2世（880年頃 - 943年） - ヴェルマンドワ伯
- キュネゴンド（? - 943年頃） - コンラディン家のヴェッテラウ伯ウードと結婚